# Giraffatitan
Giraffatitan ("žirafí titán") byl rod obřího sauropodního dinosaura z čeledi Brachiosauridae, žijícího v období pozdní jury (v kimmeridžském a tithonském geologickém věku, zhruba před 150 miliony let) na území současné východní Afriky.

## Klasifikace a historie objevu
Původně byl označován jako africký druh severoamerického rodu Brachiosaurus (druh B. brancai). Jediný rozeznávaný druh je v současnosti Giraffatitan brancai, známý z lokality Tendaguru v Tanzanii. Ten byl objeven a vykopán v podobě fosilních kostí několika jedinců v letech 1909 až 1913 německou paleontologickou expedicí (současná Tanzanie byla tehdy německou kolonií jménem Německá východní Afrika). Fosilie tohoto a dalších dinosaurů, objevených na lokalitě Tendaguru, byly dobře známé domorodým obyvatelům této oblasti již dlouho před příchodem evropských vědců.
Dnes je kostra o výšce 13,2 metru nejvyšší smontovanou dinosauří kostrou na světě. Přesto patřila jedinci, který nejspíš ještě rostl a mohl dosáhnout větších rozměrů. Giraffatitan je velmi blízce příbuzný severoamerickému rodu Brachiosaurus a spadá spolu s ním do čeledi Brachiosauridae.

## Popis
Giraffatitan byl jeden z největších živočichů, kteří kdy kráčeli po zemském povrchu. Dorůstal délky asi 23 až 26 metrů a vážil kolem 40 tun. Výška činila kolem 13 metrů, šlo tedy také o jednoho z nejvyšších živočichů všech dob. Všechny odhady velikosti jsou založeny na exempláři HMN SII, který je uložen v berlínském Museum für Naturkunde. Existují ale doklady o možná ještě větším brachiosauridovi, který žil rovněž v ekosystémech souvrství Tendaguru.
V roce 2019 odhadl americký badatel Gregory S. Paul hmotnost tohoto dinosaura zhruba na 30 tun, což znamená, že nepatřil mezi nejhmotnější známé sauropody.
Kromě druhu Giraffatitan brancai byly v sedimentech geologického souvrství Tendaguru objeveny také fosilie dalšího obřího brachiosaurida (patrně samostatného a dosud formálně nepopsaného rodu), který nese přezdívku "Archbishop" (Arcibiskup). Původní odhady velikosti (až o polovinu větší než berlínský exemplář) se s dalším výzkumem nepotvrdily a dnes vědci odhadují, že tento exemplář byl asi o 15 % menší než kompozitní exemplář z Berlína.
Fosilie alžírského druhu "Brachiosaurus" nougaredi, považované dříve za příbuzný taxon k tanzanskému brachiosauridovi, ve skutečnosti představují geologicky mladšího zástupce titanosaurních sauropodů.
V roce 2020 odhadli badatelé Asier Larramendi a Rubén Molina-Perez hmotnost druhu Giraffatitan brancai (exemplář HMN XV2) na 48 tun, délku na 25 metrů a výšku v nejvyšším bodě hřbetu na 6,8 metru.

## Velikost vnitřních orgánů
Podle odhadů vážilo jen srdce tohoto dinosaura asi 200 kilogramů, zatímco žaludek mohl být těžký až 2500 kilogramů. Srdce pracovalo tempem asi 14 až 17 úderů za minutu a dinosaurus se nadechl přibližně 3,5krát za minutu. V jeho těle bylo podle odhadů asi 3000 litrů krve. Podle digitálních modelů a rekonstrukce svalstva vážil samotný ocas tohoto sauropoda zhruba 2500 kilogramů (což je dvojnásobek některých dřívějších odhadů).

## Repatriace fosilií
Zhruba od roku 2016 se mezi politiky v Tanzanii objevují tendence požadovat navrácení a repatriaci fosilií i dalších kulturních a přírodních objektů, odvezených ze země Němci v průběhu koloniální éry. Jedná se přitom také o obřích kostrách dinosaurů v Berlínském přírodovědeckém muzeu.

## Galerie

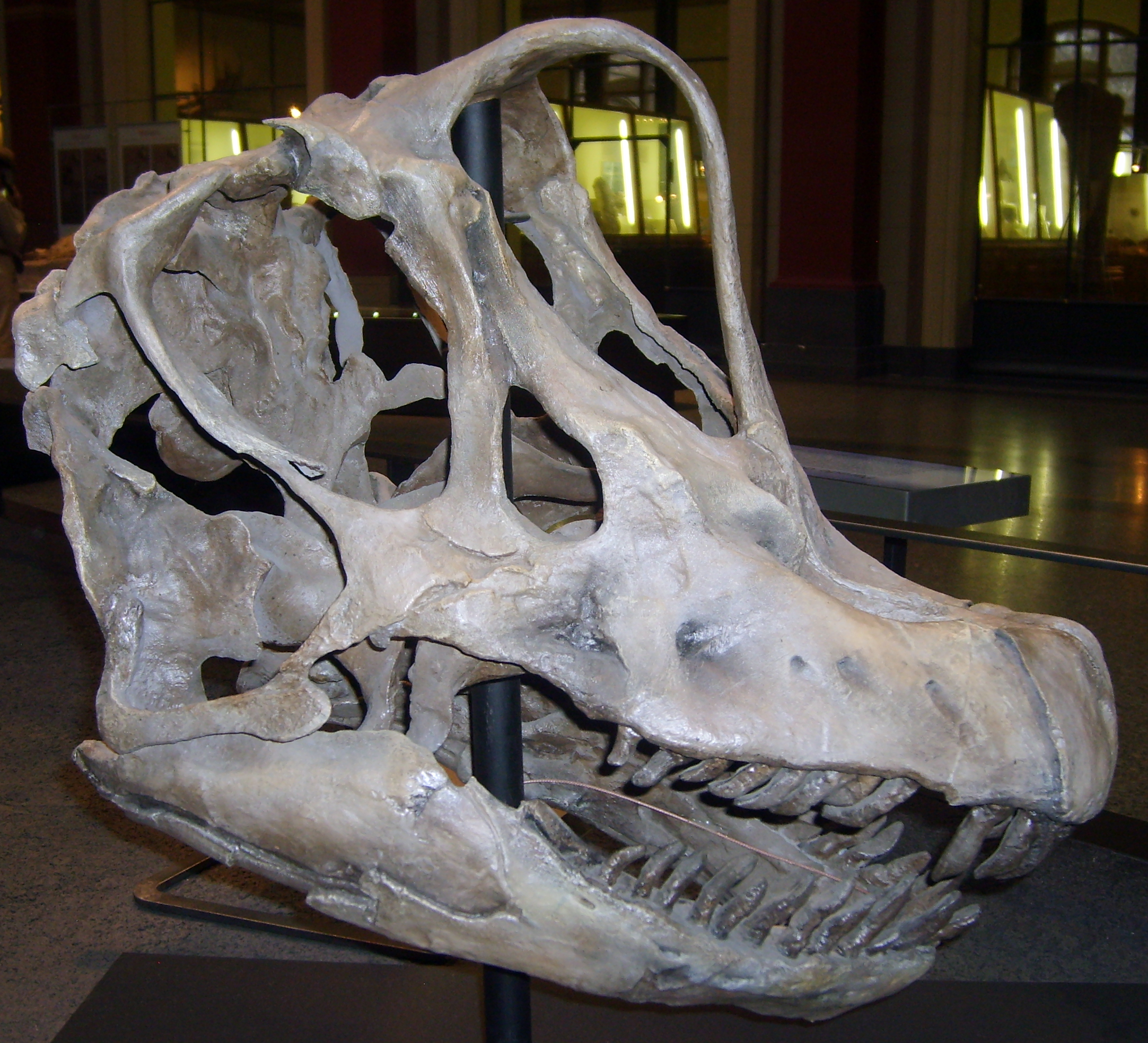
Lebka giraffatitana
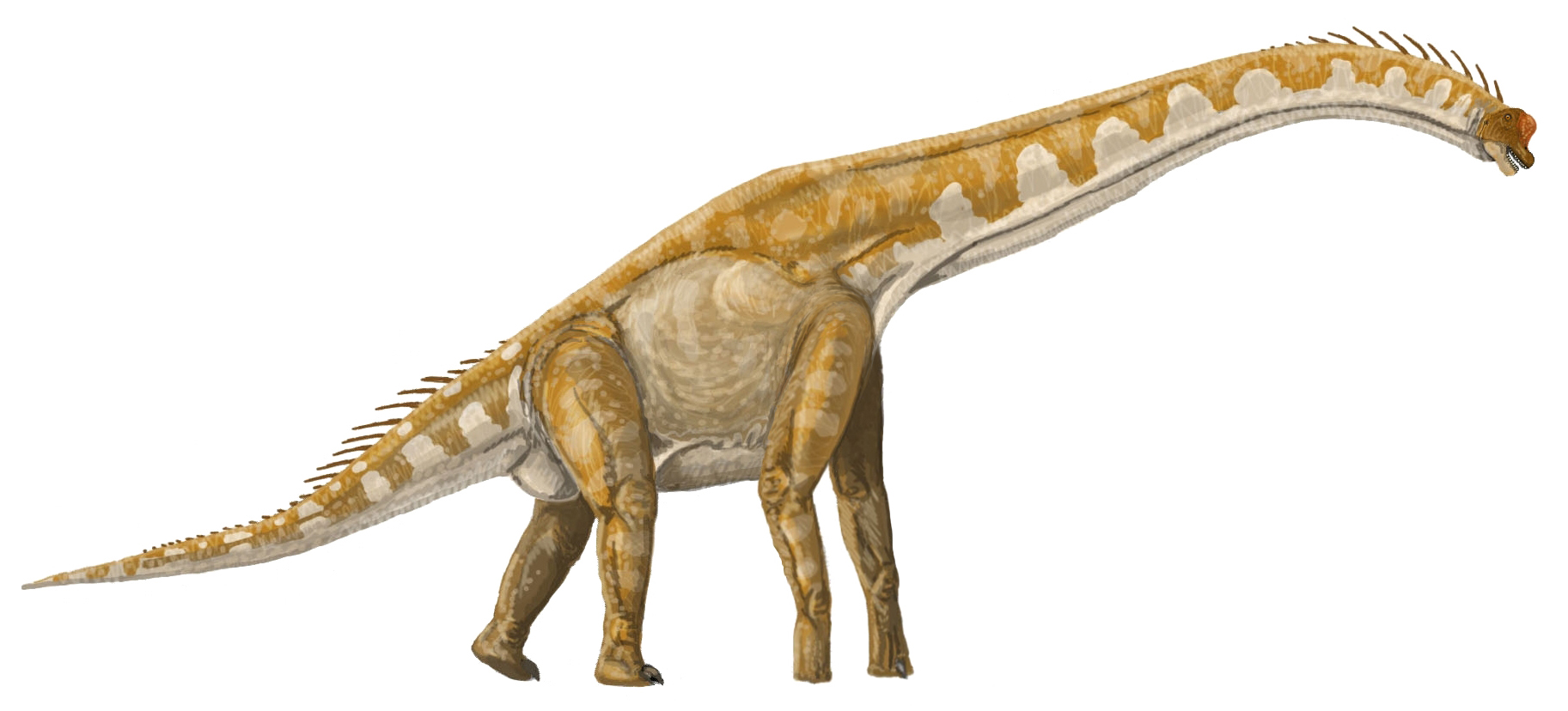
Rekonstrukce giraffatitana
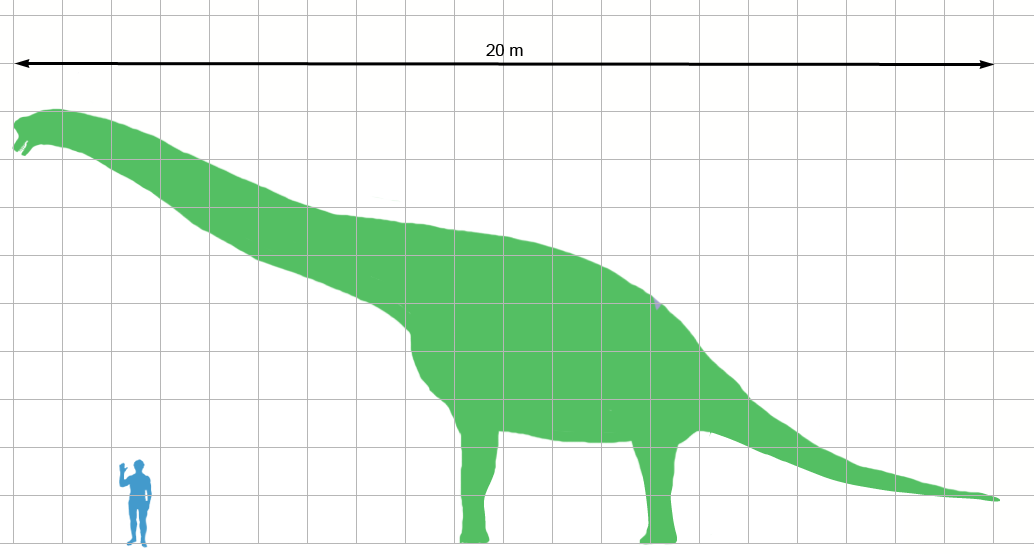
Porovnání velikosti s člověkem

### Česká literatura
- SOCHA, Vladimír (2021). Dinosauři – rekordy a zajímavosti. Nakladatelství Kazda, Brno. ISBN 978-80-7670-033-8 (str. 97)